# Calle Almudena
La Calle Almudena es una calle ubicada en el distrito de Santiago, dentro de la zona monumental de la ciudad del Cusco, Perú. Junto con el Puente Almudena y las calles Hospital, San Pedro, Santa Clara, Marqués, Hatunrumiyoc y la Cuesta de San Blas unen la Plazoleta de San Blas con la Plazoleta de la Almudena y forman el eje procesional que es el principal eje transversal de la ciudad a la par que se corresponde con los caminos incas que, partiendo del Huacaypata, comunicaban el Antisuyo al noreste y el Contisuyo al sureste.
Desde 1972 la vía forma parte de la Zona Monumental del Cusco declarada como Monumento Histórico del Perú. Asimismo, en 1983 al ser parte del casco histórico de la ciudad del Cusco, forma parte de la zona central declarada por la UNESCO como Patrimonio Cultural de la Humanidad. y en el 2014, al formar parte de la red vial del Tawantinsuyo volvió a ser declarada como patrimonio de la humanidad.

#### Libros y publicaciones
- Angles Vargas, Víctor (1988). Historia del Cusco Incaico Tomo I. Lima: Industrialgráfica S.A.
- Angles Vargas, Víctor (1983). Historia del Cusco Cusco Colonial Tomo II Libro Segundo. Lima: Industrialgrafica S.A.
- Quispe Gonzáles, Evaristo (2015). «Regeneración Urbana, Turismo y Barrios del Centro Histórico del Cusco, Patrimonio Cultural de la Humanidad. Análisis Comparativo 1983-2005». devenir 2 (4): 45-72. Archivado desde el original el 10 de octubre de 2019. Consultado el 3 de octubre de 2019.

- Datos: Q83305327
- Multimedia: Calle Almudena / Q83305327